# ALH 84001
ALH 84001 (Allan Hills 84001) — метеорит, найденный 27 декабря 1984 года в горах Алан Хиллс в Антарктиде. По мнению исследователей, является одним из 34 марсианских метеоритов, найденных на Земле. Масса метеорита 1,93 килограмма. В 1996 году приобрёл мировую известность после заявления учёных НАСА об обнаружении в материале метеорита окаменевших микроскопических структур, напоминающих окаменелые бактерии. В 2022 году было установлено, что вкрапления органики имеют абиогенное происхождение — в результате геологических процессов: реакций серпентинизации и карбонизации.

## Происхождение метеорита
По выводам исследователей, камень откололся от поверхности Марса в результате столкновения планеты с крупным космическим телом около 4 млрд л. н., после чего оставался на планете. Около 15 млн л. н. в результате нового потрясения оказался в космосе, а 13 тыс. л. н. попал в поле притяжения Земли и упал на неё.
Эти данные установлены в результате применения множества методов датирования, в том числе по самарию и неодиму, стронцию, калий-аргоновой радиометрии, радиоуглеродного анализа.
Учёные высказали гипотезу, что происхождение метеорита ALH 84001 на Марсе имело место в то время, когда на поверхности планеты была жидкая вода. Другие марсианские метеориты не столь интересны для исследователей, поскольку их происхождение относится ко времени после эпохи так называемого «мокрого» Марса.
Метеориты ALH 84001 и NWA 7034, а также и другие марсианские метеориты, имеют разное соотношение изотопов D/H (дейтерий/водород).

## Возможные биогенные особенности

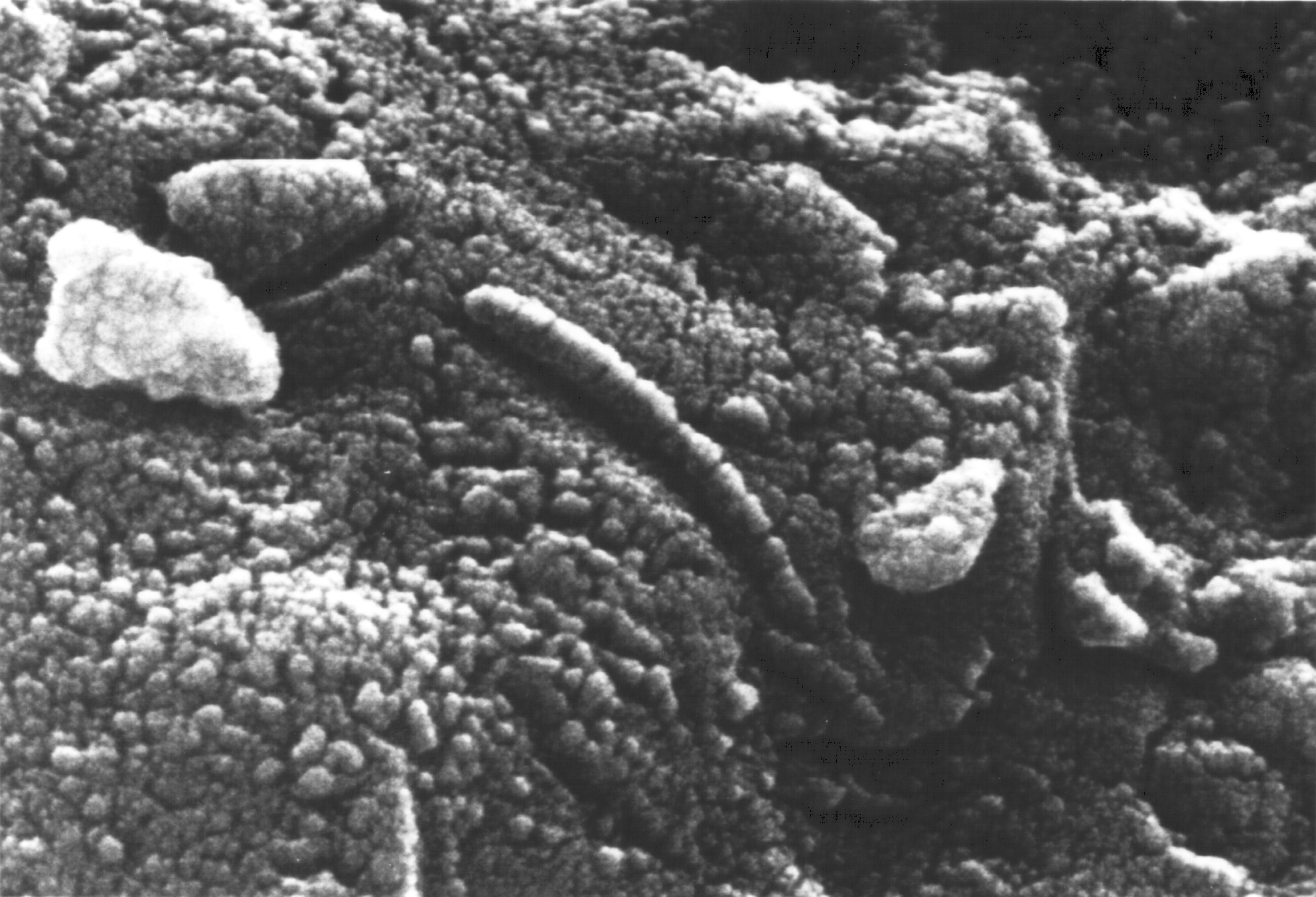
Предполагаемые формы жизни в метеорите ALH 84001 под электронным микроскопом

6 августа 1996 года учёные НАСА заявили, что метеорит может содержать доказательства следов жизни на Марсе. Статья, опубликованная в журнале Science за авторством астробиолога Дэвида Маккея, вызвала большой резонанс.
При сканировании структур метеорита растровым электронным микроскопом были выявлены окаменелости, которые напомнили учёным «следы» земных организмов — так называемых магнитотактических бактерий.
Исследователи утверждали, что именно такие специфические окаменелости оставляют бактерии на Земле, поэтому обнаружение идентичных окаменелостей в метеорите говорит в пользу существования бактерий на его родной планете. Вместе с тем структуры, найденные на ALH 84001, составляют 20—100 нанометров в диаметре, что близко к теоретическим нанобактериям, но в несколько раз меньше любой известной науке клеточной формы жизни. К тому же остаётся неясным, свидетельствует ли это о том, что на Марсе была или есть жизнь, или же вероятные живые организмы попали на метеорит уже на Земле после его падения.
По случаю открытия метеорита по телевидению выступил президент США Билл Клинтон.